# 栗栖川亀甲石包含層

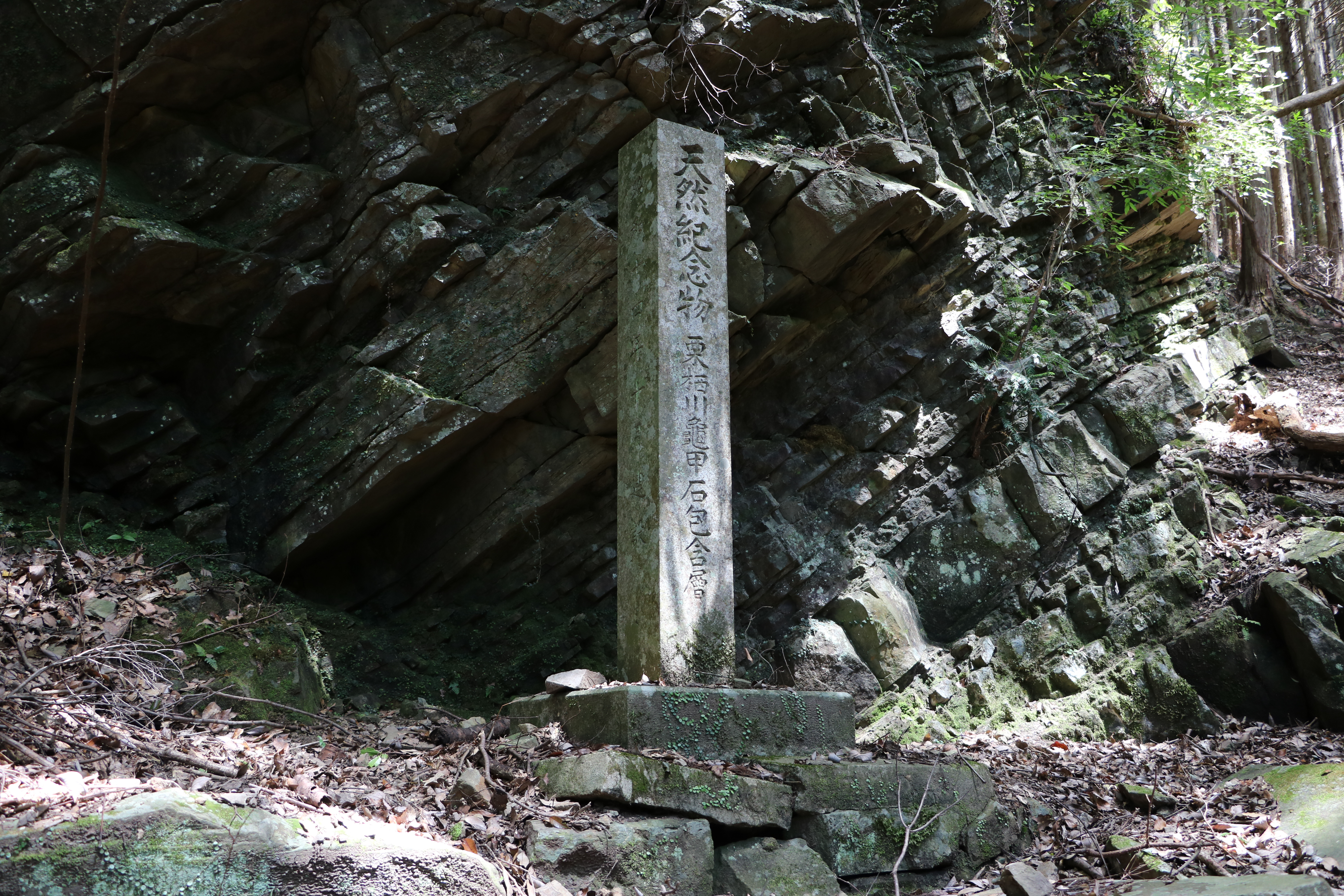
栗栖川亀甲石包含層と天然記念物指定石碑。2019年8月12日撮影。

栗栖川亀甲石包含層（くりすがわきっこうせきほうがんそう）は、和歌山県田辺市中辺路町北郡（ほくそぎ）にある国の天然記念物に指定された、表面に六角形の網目状の紋様のある岩を含む砂岩層である。
一見すると蜂の巣のように見える栗栖川亀甲石は長い間、古代海藻の一種である古代アミモの化石（パレオディクチオン英: Paleodictyon）と考えられていたが、近年の研究によりパレオディクチオンは藻類そのものの化石ではなく、何らかの生物の痕跡が残された生痕化石のひとつと考えられるようになった。

## 解説

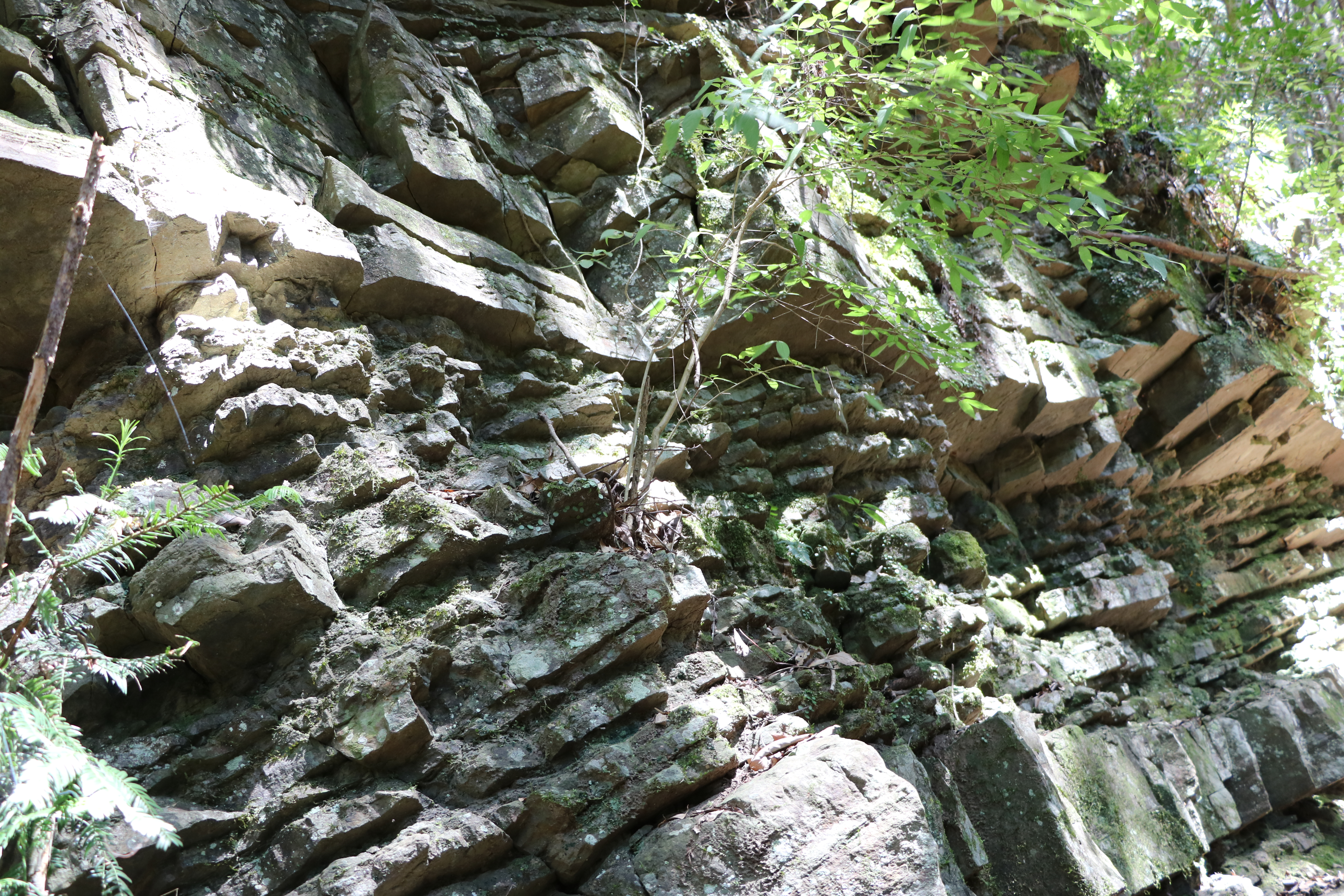
栗栖川亀甲石包含層の露頭。
2019年8月12日撮影。

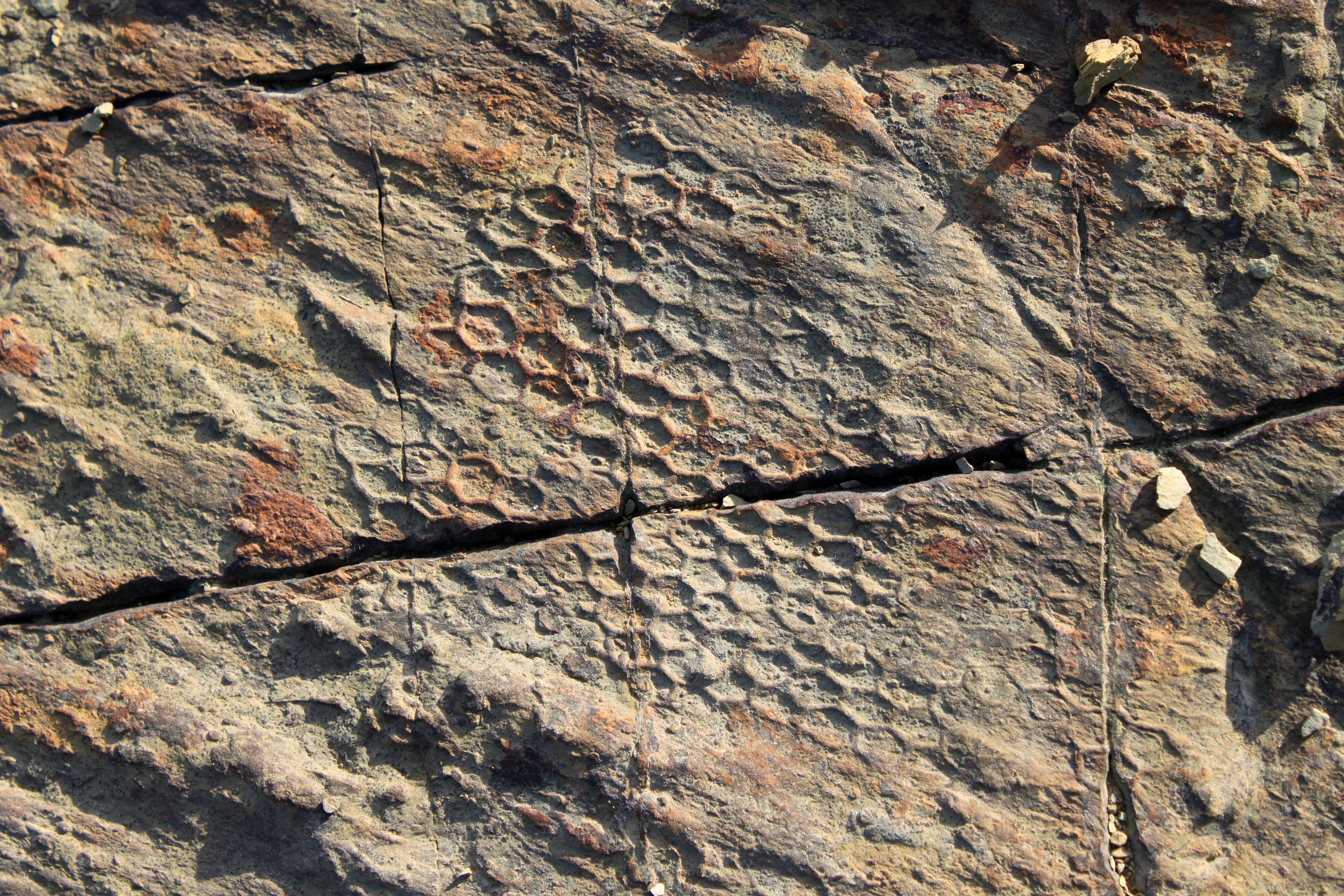
類似するパレオディクチオンの一種（スペインアンダルシア地方）。2014年12月24日撮影。

栗栖川亀甲石包含層は和歌山県中部の田辺市中辺路町北郡（ほくそぎ）、字富士根から洞谷（ほらんたに）にまたがって存在しており、果無山脈を水源として太平洋に注ぐ富田川中流域左岸の、標高約230メートル付近の山腹斜面に位置している。この場所は白浜方面から熊野本宮大社方面に向かう国道311号線の途中にある北郡（ほくそぎ）バス停から徒歩で40分ほど山中へ入った、スギの人工林に囲まれた急斜面にあるが、整備された歩道はなく案内表示等も設置されていない。
栗栖川亀甲石は約5000万年前の深海に堆積したと考えられる新生代第三紀の砂岩泥岩互層の砂質部の下面から産出するもので、砂岩の表面にアシナガバチの巣のような六角形の網目状の模様が凸版状に浮き彫りされている。六角形の大きさは一定しておらず、一辺が約5ミリメートルほどのものが普通であるが、小さいものでは2ミリメートルほどのものや、大きいものでは1センチメートルを超えるものもある。
この不思議な模様の化石らしき石が知られ始めたのは昭和初期の頃で、動物とも植物とも分からず、1933年（昭和8年）頃、地元の人が専門家の鑑定を求めて奔走し、地元田辺出身の地質学者である京都帝国大学の小川琢治を招いてみたものの、現物を見た小川も鑑定がつかず、「珍奇なもので何物とも言えず、更なる調査が必要である」として現場の保存を望んだという。
その後の調査により、緑藻類の化石パレオディクチオン' 英: Paleodictyonとして分類・記載され、1937年（昭和12年）6月15日に国の天然記念物に指定された が、近年の研究によりパレオディクチオンは緑藻類の化石ではなく、生物が活動した痕跡、生痕化石のひとつと考えられるようになり、栗栖川亀甲石は原生動物のトイレとも言われている。しかし、痕跡を残した生物の正体は解明されておらず研究者らによる調査が続けられている。
六角形の網目模様の形状を持つ栗栖川亀甲石は、古くより地元の人々のあいだでは「あみいし」と呼ばれ知られているが、天然記念物に指定された露頭付近一帯では今日、ほとんど見られなくなってしまった。その一方で近くを走る国道311号建設工事の際には、畳1畳ほどの大きさの亀甲石が掘り出されたという。
栗栖川亀甲石の標本は、同じ中辺路町栗栖川にある中辺路コミュニティーセンターと、同県海南市にある和歌山県立自然博物館に展示されている。

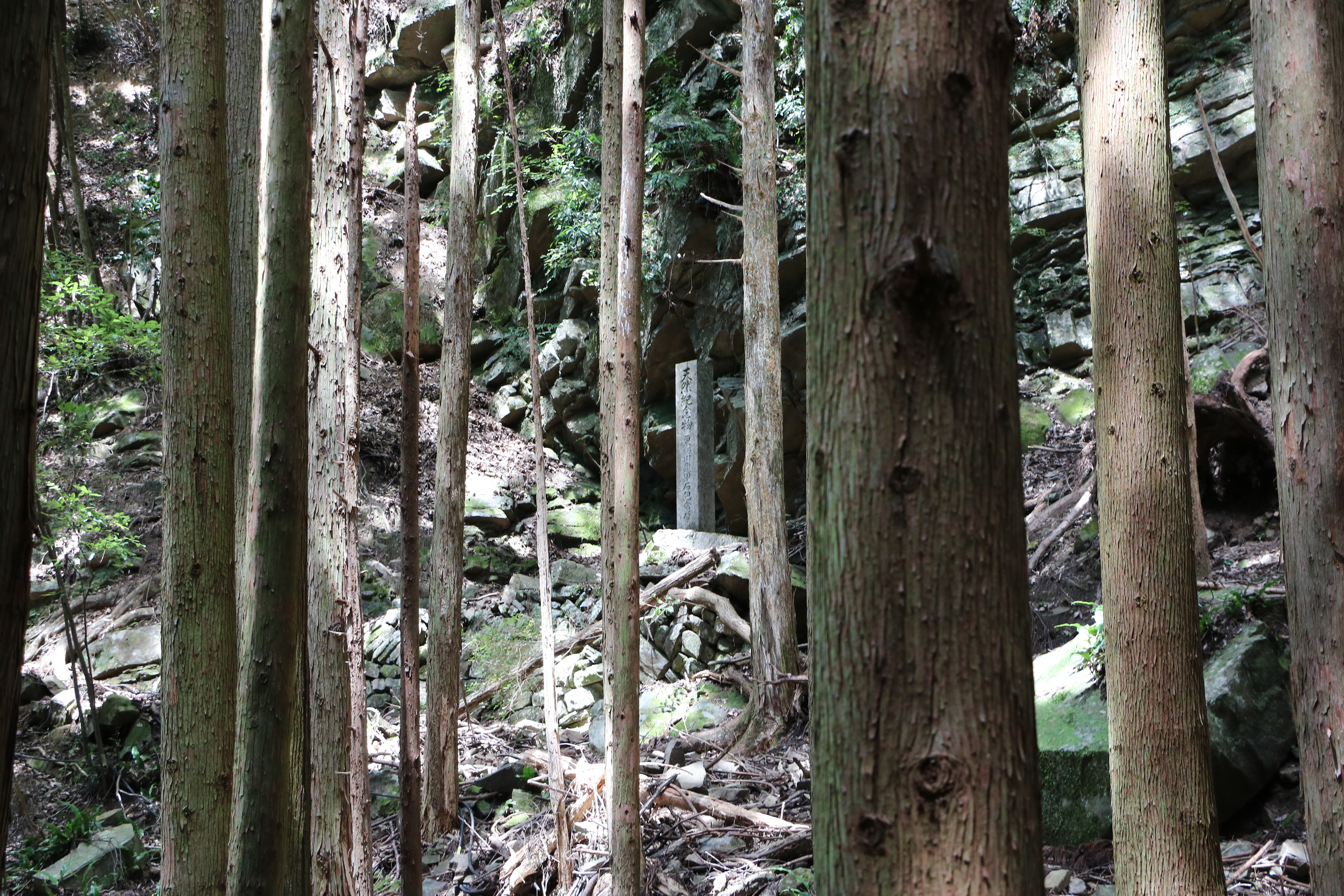
スギの植林された山中にある。
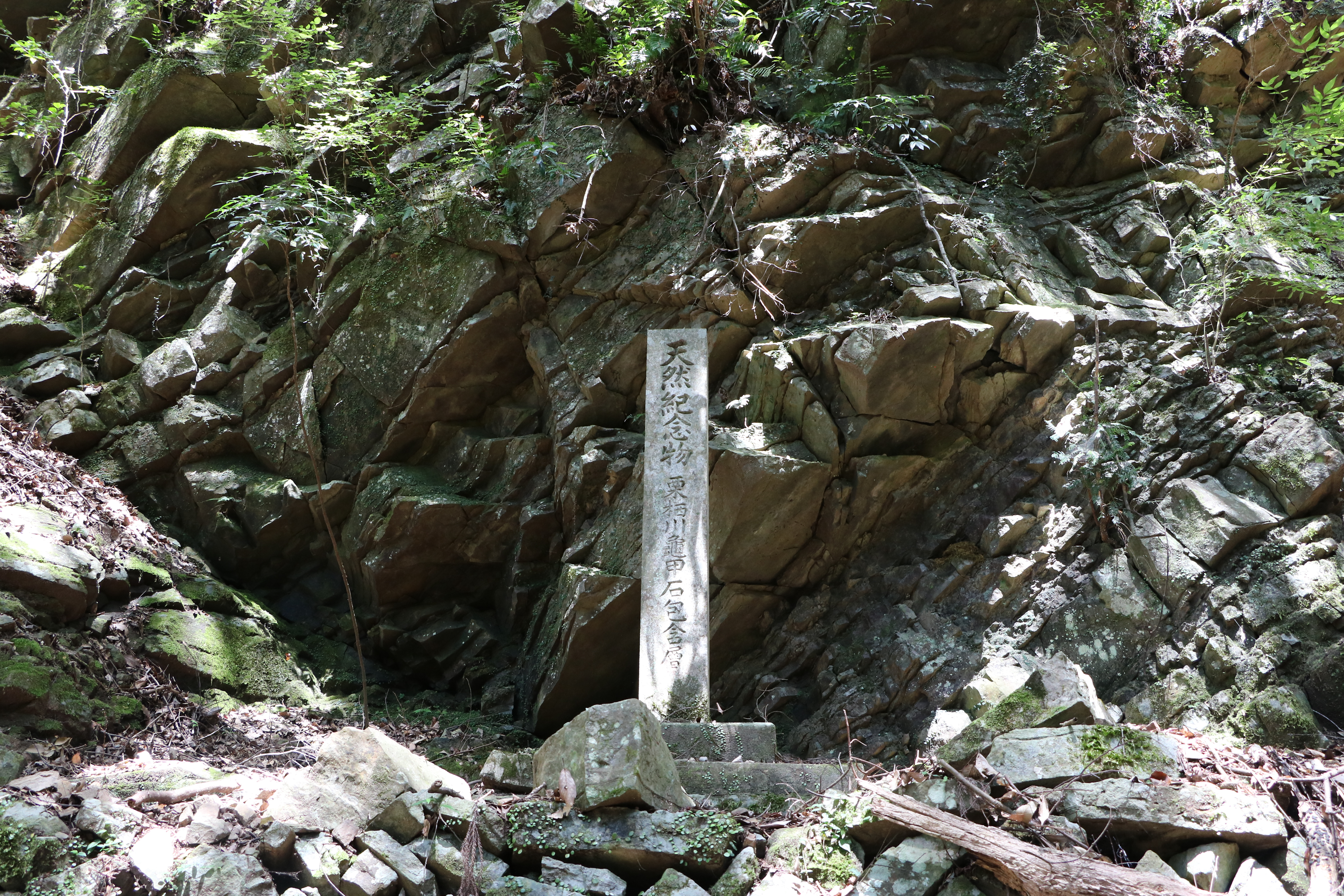
天然記念物指定石碑。
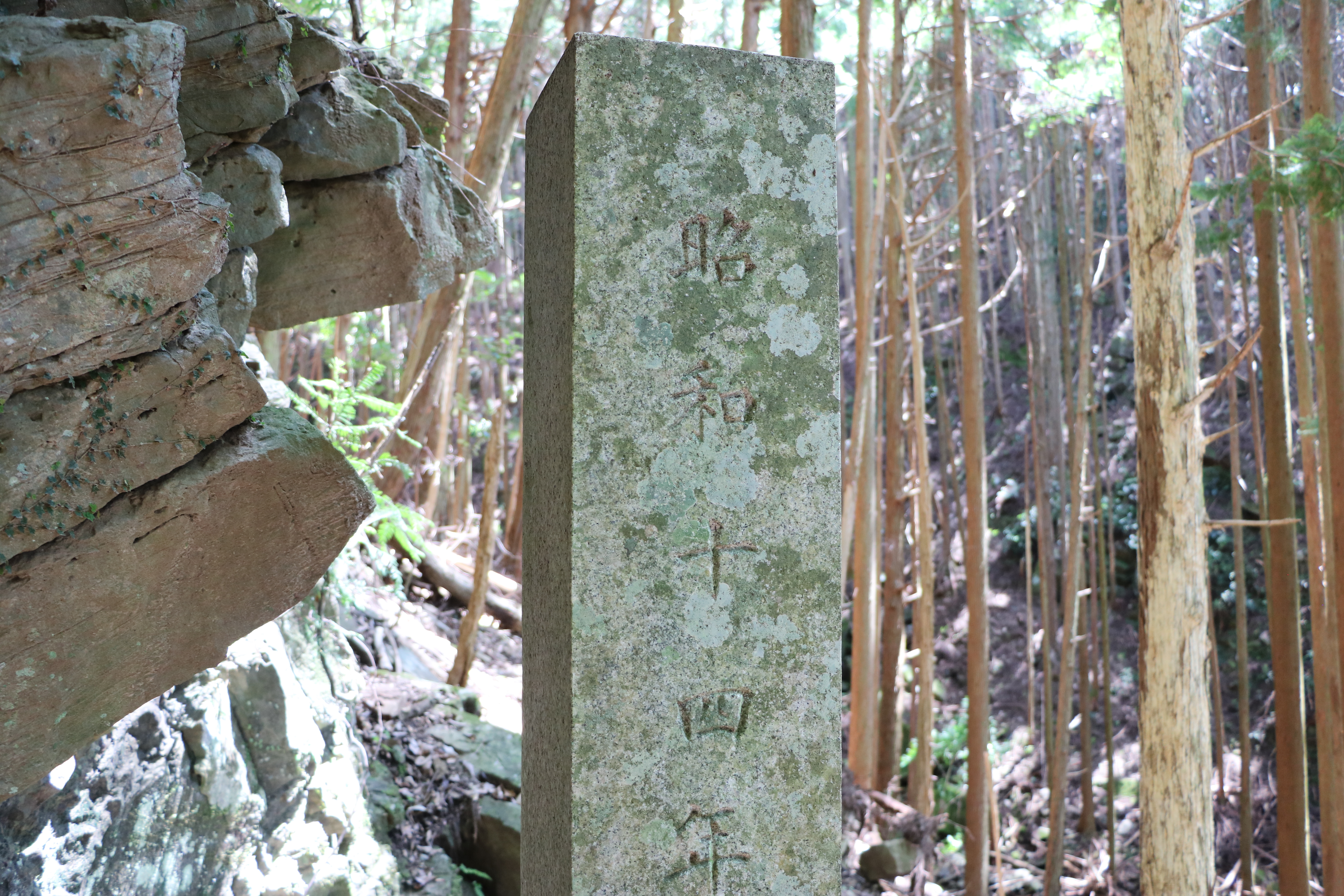
石碑の建立は天然記念物指定から2年後の1939年（昭和14年）。

## 交通アクセス
所在地
- 和歌山県田辺市中辺路町北郡字富士根・洞谷[4]。

交通
- JR西日本紀勢本線紀伊田辺駅より龍神バス熊野本宮線で約30分北郡（ほくそぎ）バス停下車徒歩約40分[4]。（案内表示および整備された道はない。）